# Museo aptico di Sicilia
Il Museo Aptico di Sicilia, noto anche come Museo Tattile, si trova presso l'Istituto dei Ciechi Florio e Salamone di Palermo.
Unico nel suo genere in Sicilia, è anche uno dei pochi in Italia.
L'esposizione consta di opere d'arte create appositamente per i non vedenti, e consiste di modellini che riproducono fedelmente i principali monumenti ed edifici del capoluogo siciliano per poterne comprendere le forme e le caratteristiche.
Fra i numerosi capolavori architettonici riprodotti in scala ridotta in ogni loro minimo dettaglio, in modo che il non vedente possa toccarne ogni parte, vi sono: il Teatro Massimo, la Cattedrale di Palermo, la Zisa, la Cuba, la chiesa di San Giovanni degli Eremiti, Porta Nuova, il Ponte dell'Ammiraglio, la chiesa di San Giovanni dei Lebbrosi.